# Schloss Schönhausen

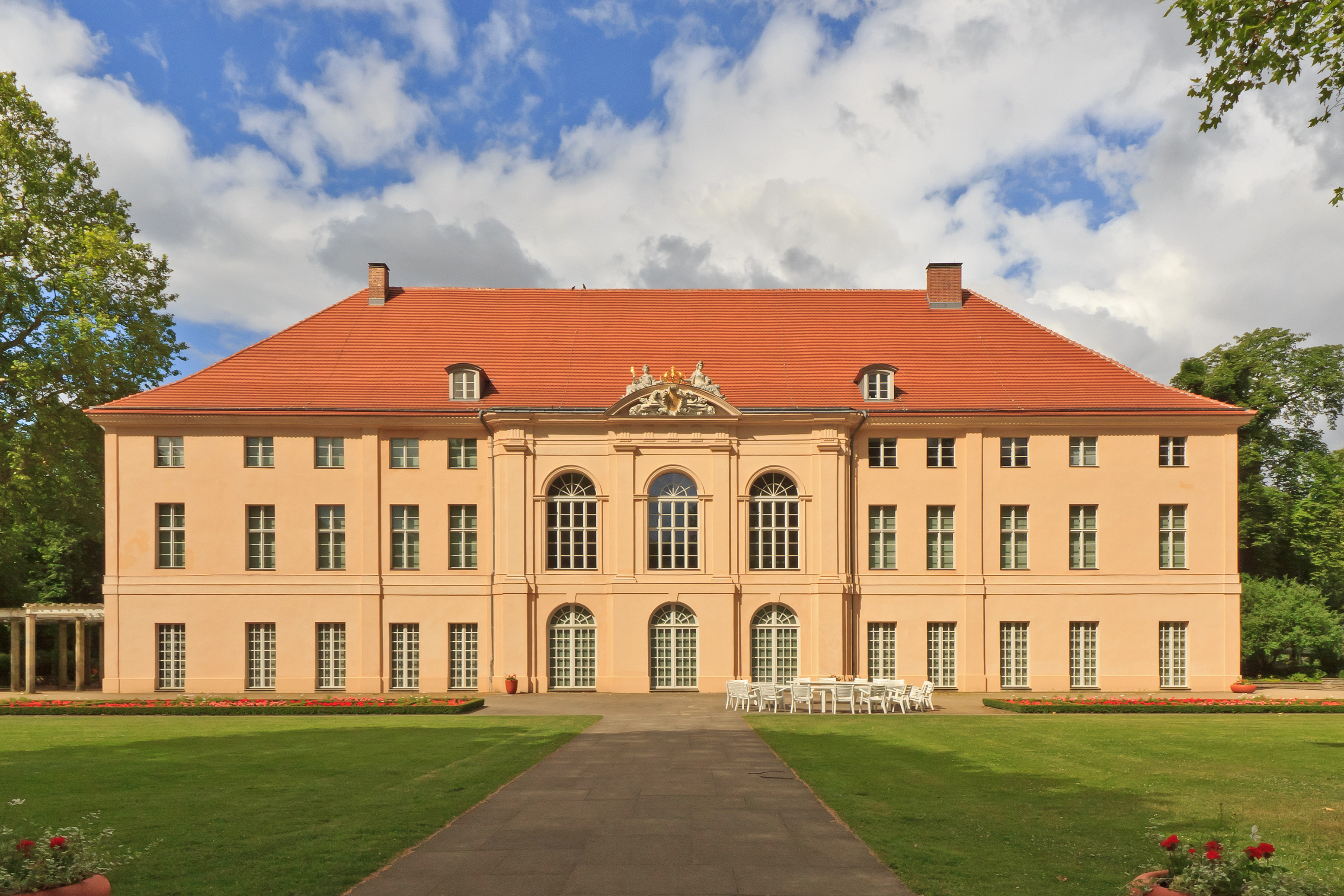
Schloss Schönhausen, Gartenseite, 2014

Schloss Schönhausen ist ein Barockschloss im Berliner Ortsteil Niederschönhausen des Bezirks Pankow. Das Schloss ist von einem Park umgeben, durch den die Panke fließt. Geschichtliche Bedeutung erlangte das Schloss in der Regierungszeit Friedrichs des Großen als Sommersitz der Königin Elisabeth Christine von Preußen sowie in der DDR-Zeit als Amtssitz von Wilhelm Pieck, dem ersten (und einzigen) Präsidenten.
Schloss Schönhausen ist seit dem 19. Dezember 2009 zur musealen Nutzung für den Besucherverkehr geöffnet. Es gehört zur Stiftung Preußische Schlösser und Gärten Berlin-Brandenburg.

## Geschichte

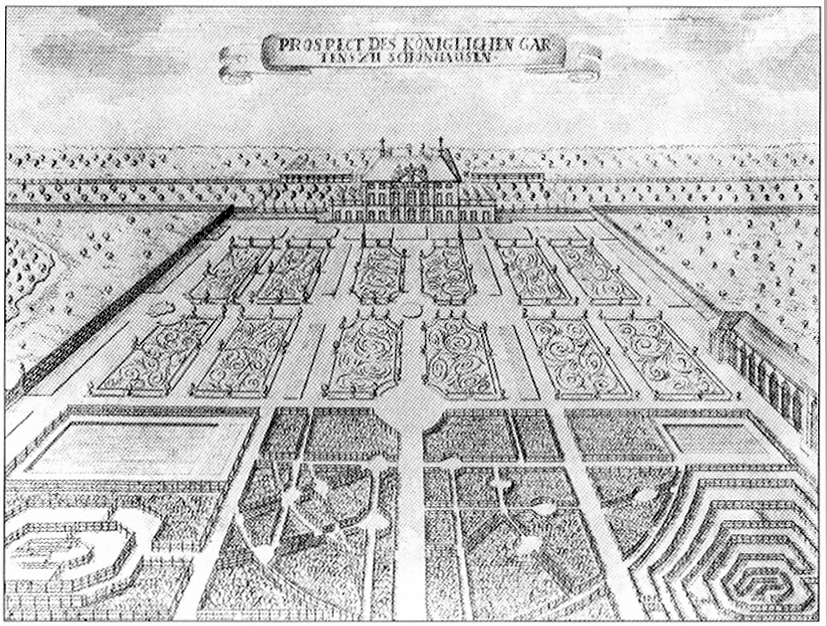
Schloss Schönhausen mit Barockgarten, um 1717

### Entstehung der Bauten
Gräfin Sophie Theodore zu Dohna-Schlobitten, geboren 1620 in Vianen (Holland-Brederode), erwarb 1662 die weit vor den Toren Berlins gelegenen Ländereien Niederschönhausen und Pankow. Sie ließ 1664 auf dem Rittergut Niederschönhausen ein Herrenhaus und eine Meierei im holländischen Stil erbauen. Bei ihrem Tod 1678 hinterließ Sophie Theodore drei Söhne, Karl Emil, Wolfard und Dietrich von Dohna sowie drei verheiratete Töchter. Nacheigentümer wurde 1680 Oberhofmarschall und Generalkriegskommissar Joachim Ernst von Grumbkow, der die Gebäude abtragen und an leicht veränderter Stelle ein Sommerschlösschen errichten ließ. Die dreiflügelige Anlage mit ihren zwei Obergeschossen entstand nach Plänen und unter Leitung von Johann Arnold Nering.

### Im Besitz des Kurfürsten und Königs
Im Jahr 1691 erwarb Kurfürst Friedrich III. von Brandenburg das Schloss für 16.000 Taler von der Witwe des im Jahr zuvor verstorbenen Grumbkow. Dessen übrige Ländereien der Umgebung – darunter Pankow, Blankenfelde, Rosenthal – gingen etwa zur selben Zeit in kurfürstlichen Besitz über. Der Güterkomplex wurde zum Amt Niederschönhausen zusammengefasst. Mit einigen kleineren Umbauten am Schloss wurde erneut Nering beauftragt.
Im Schloss Schönhausen fanden im August 1700 jene Geheimverhandlungen statt, mit denen Friedrich III. seine Erhebung zum König in Preußen vorbereitete. Ab 1704 ließ er, nun als König Friedrich I., es von Johann Friedrich Eosander von Göthe erweitern. Dabei wurden dem Kernbau im Norden und Süden eingeschossige Flügel hinzugefügt, um die Wohnung für die Besuche des Herrscherpaares zu vergrößern. Der Garten wurde ebenfalls prächtig ausgestattet und erweitert. Gleichzeitig ließ der König den Schönhauser Graben errichten, über den und der noch auszubauenden anschließenden Panke das Schloss von der Spree in Berlin aus mit kleinen Booten (Treckschuten) erreichbar werden sollte.
König Friedrich Wilhelm I., der ihm 1713 folgte, überließ das Gebäude mehreren Hofbeamtenfamilien als Wohnung. Teile des Grundbesitzes verpachtete er. In den folgenden zwanzig Jahren verwahrlosten Schloss und Park zunehmend.

### Residenz der Königin Elisabeth Christine

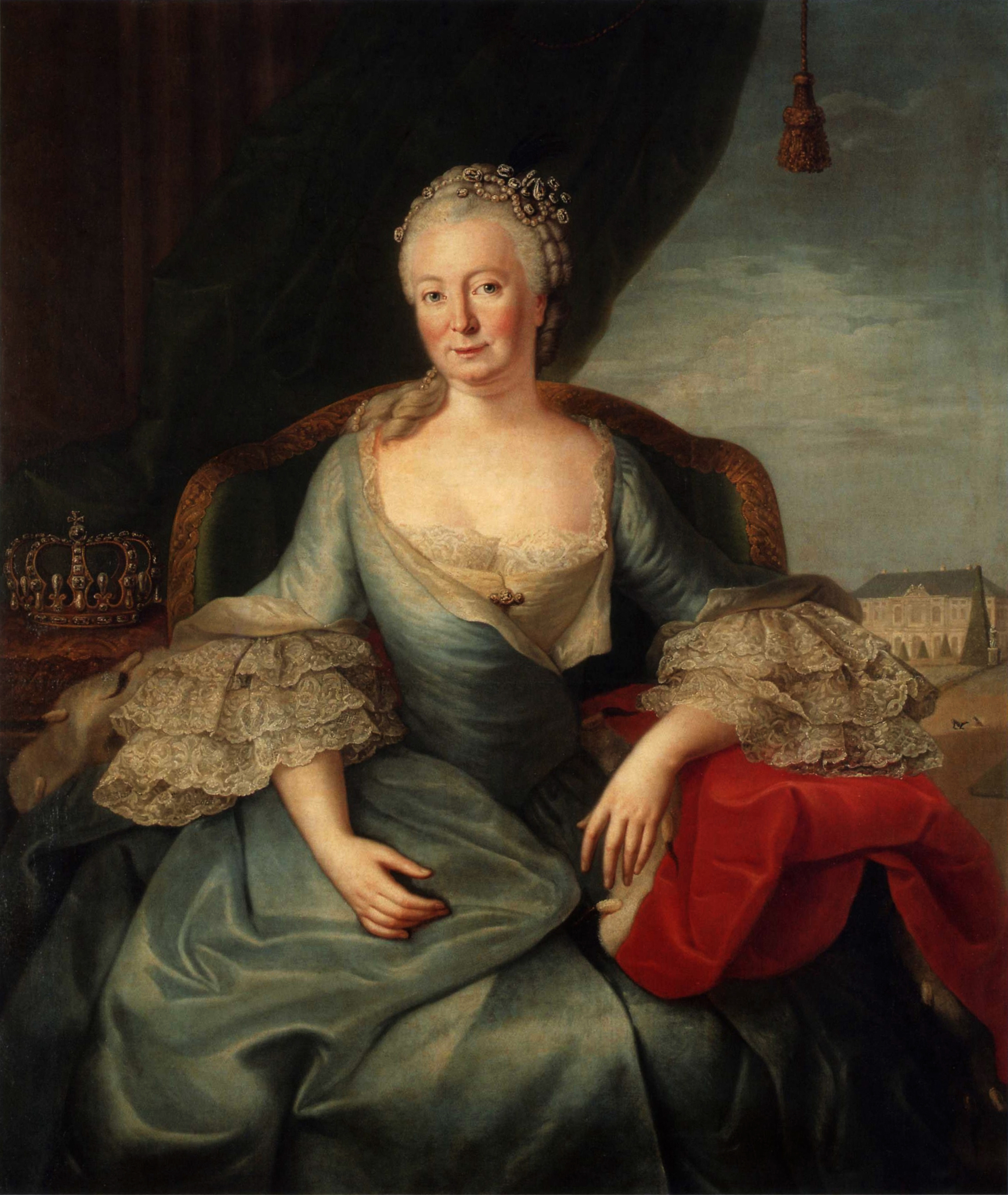
Königin Elisabeth Christine vor Schloss Schönhausen, nach 1764

Im Jahr 1736 siedelten Kronprinz Friedrich und seine Ehefrau Elisabeth Christine gemeinsam nach Schloss Rheinsberg über. Auf dem Weg dorthin hatte die junge Kronprinzessin immer wieder Station in Schönhausen gemacht. Nach der Thronbesteigung Friedrichs im Jahr 1740 schenkte dieser seiner Frau das Schloss als zukünftige Sommerresidenz. Den größten Teil des Jahres hielt sich die Königin in der riesigen, eigens für sie eingerichteten Wohnung im Berliner Schloss auf. Die Sommermonate aber verbrachte sie zwischen 1740 und 1797 beinahe jedes Jahr in Schönhausen. Ihre finanziellen Mittel erlaubten nur kleinere schrittweise Veränderungen am Schloss und im Schlosspark, den sie nach und nach in einen modernen Rokoko-Lustgarten umgestalten ließ. König Friedrich II., der es vorzog, von seiner Frau getrennt zu leben, scheint Schönhausen nie besucht zu haben. Elisabeth Christine wiederum war nur ein einziges Mal, und das auch nur in Abwesenheit ihres Gatten, in Potsdam, wo dieser Sanssouci und das Potsdamer Stadtschloss bewohnte.
Während des Siebenjährigen Krieges lebte die Königin einige Jahre in der sicheren Festung Magdeburg. In dieser Zeit verwüsteten bis nach Berlin vorgedrungene russische Truppen das Schloss völlig. Daraufhin gewährte der König seiner Gemahlin 1764 die Mittel, das Schloss zu seiner heutigen Gestalt umzubauen. Die beiden Seitenflügel wurden von dem Architekten Johann Boumann auf die Höhe des Hauptbaus gebracht und der Hof mit einem großzügigen Treppenhaus überbaut. Im Garten entstanden erste landschaftlich gestaltete Partien an der Panke.

### Immobilie der Hohenzollernfamilie

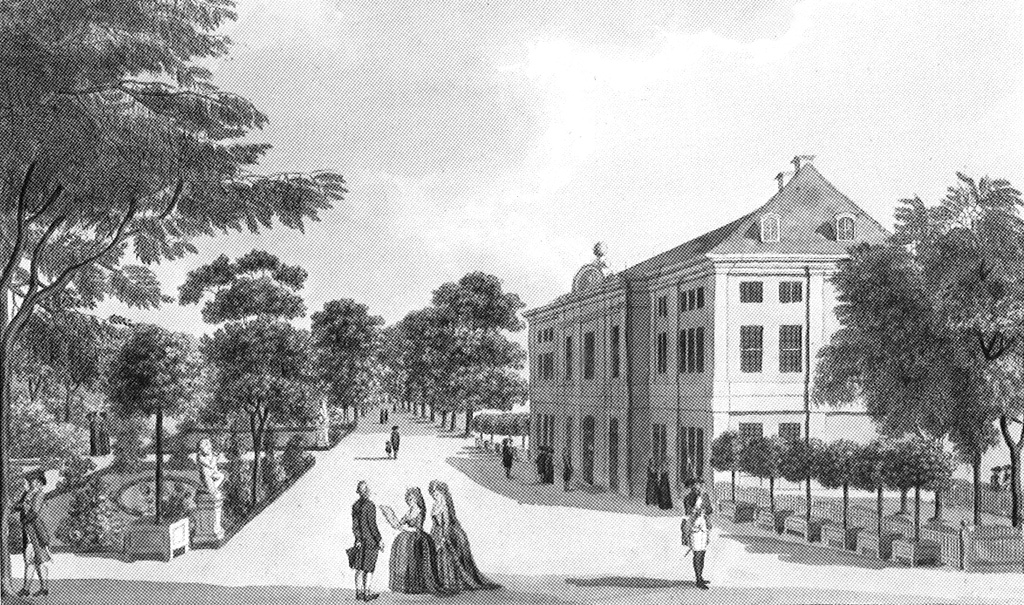
Schloss Schönhausen, um 1787

Nach dem Tod der Königin Elisabeth Christine 1797 wurde das Schloss zunächst im Sommer noch hin und wieder bewohnt. Nach 1806 war der Großvater des Schriftstellers Theodor Fontane, Pierre Barthelemy, mehrere Jahre Kastellan des Schlosses. Diese Aufgabe hatte ihm Königin Luise zugewiesen, der er vor deren Flucht nach Königsberg zunächst als Zeichenlehrer und dann als persönlicher Kabinettssekretär gedient hatte. Danach lebte in den Sommermonaten der Jahre 1816–1822 Prinzessin Marianne, die nach dem Tod der Königin Luise am preußischen Hof die Rolle der First Lady übernommen hatte, mit den Kindern Luises auf Schloss Schönhausen. Dazu gehörten Friedrich Wilhelm, der spätere König, und Wilhelm, später König und Deutscher Kaiser. Auch Friederike von Mecklenburg-Strelitz, Königin Luises Schwester, verbrachte einige Sommer in Schönhausen. Sie ließ den Park 1828/1829 durch Peter Joseph Lenné in einen englischen Park umgestalten.
Seit der zweiten Hälfte des 19. Jahrhunderts verfielen Schloss und Park jedoch zunehmend und das Schloss diente schließlich nur noch als Lager für Möbel und Gemälde („Gegenstände, die in anderen königlichen Schlössern entbehrlich geworden sind“). Die Öffentlichkeit hatte keinen Zutritt mehr.

### Im preußischen Staatseigentum

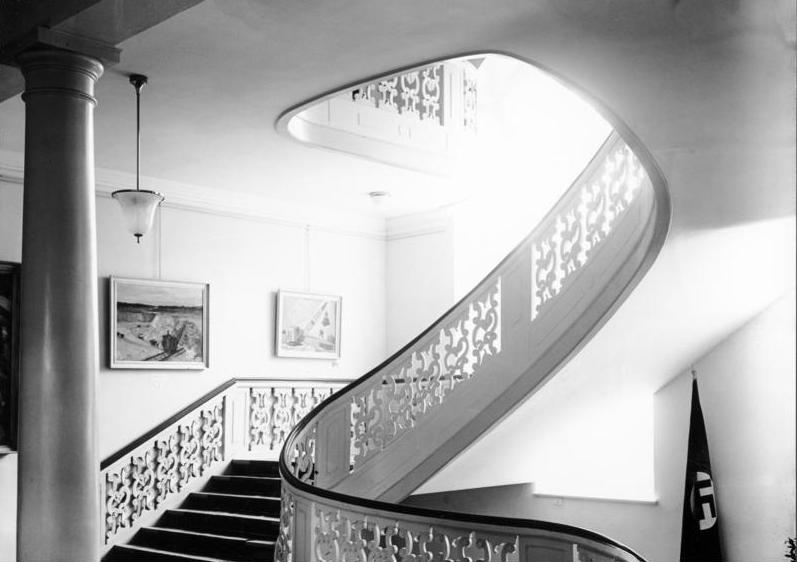
Treppenhaus, 1936

Nach der Novemberrevolution beschlagnahmte 1918 die Revolutionsregierung das Schloss. 1925 ging es in den Besitz des Freistaats Preußen über. Das Schloss verfiel weiterhin, bis unter der Leitung Erich Schonerts erste Rettungsmaßnahmen in den 1930er Jahren einsetzten, die in der Zeit des Nationalsozialismus ab 1935, stark gefördert durch den preußischen Finanzminister Johannes Popitz, in eine umfassende Sanierung mündeten. Zwischenzeitlich waren von 1931 bis 1934 Teile des Schlosses dem Künstlerbund Pankow-Schönhausen zu Ausstellungszwecken überlassen worden. Das Schloss erhielt die bisher fehlende Heizung und einen Anschluss an das Be- und Entwässerungsnetz Berlins. Das Dach, die Fußböden, die eingesackte Haupttreppe, Stuckdecken und Wände wurden saniert bzw. restauriert und eine aus dem abgerissenen Hohen Haus aus Berlins Mitte geborgene barocke Stuckdecke eingebaut. Im Oktober 1936 wurde das Schloss als Ausstellungsgebäude der Reichskammer der bildenden Künste feierlich wiedereröffnet. Zahlreiche Ausstellungen fanden bis in die 1940er Jahre im Schloss statt, u. a. 1936 die Wanderausstellung Die Straßen Adolf Hitlers in der Kunst und 1942 die Jubiläumsausstellung des Vereins der Künstlerinnen und Kunstfreundinnen Berlin und die Ausstellung Niederschlesische Kunst.
Von 1938 bis 1941 waren im Schloss die wertvollsten der in deutschen Museen für die Ausstellung Entartete Kunst beschlagnahmten Kunstwerke eingelagert, um Einkäufern ausländischer Museen und des internationalen Kunsthandels in würdigem Rahmen angeboten zu werden. 780 Gemälde und Skulpturen sowie 3500 Arbeiten auf Papier stapelten sich in den Räumen, darunter Werke von Ernst Barlach, Wilhelm Lehmbruck, Vincent van Gogh und Franz Marc.
Während der Kämpfe um Berlin am Ende des Zweiten Weltkriegs wurde das Schloss leicht beschädigt. Einige dieser Schäden wurden 1945 von einer Künstlerinitiative aus Pankow repariert. Das Schloss konnte so im September 1945 für eine (neue) Kunstausstellung genutzt werden.
Bald danach beschlagnahmte die sowjetische Militärverwaltung das Schloss, sperrte es für die Öffentlichkeit und richtete ein Offizierskasino ein. Später, bis Ende 1949, diente es als Schule und Internat für sowjetische Schüler.

### Amtssitz des Staatsoberhaupts der DDR

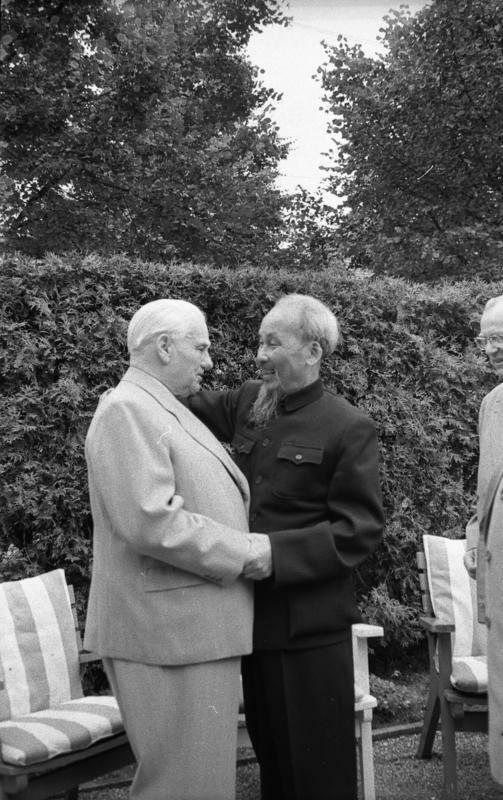
Besuch Hồ Chí Minhs bei Wilhelm Pieck, 1957

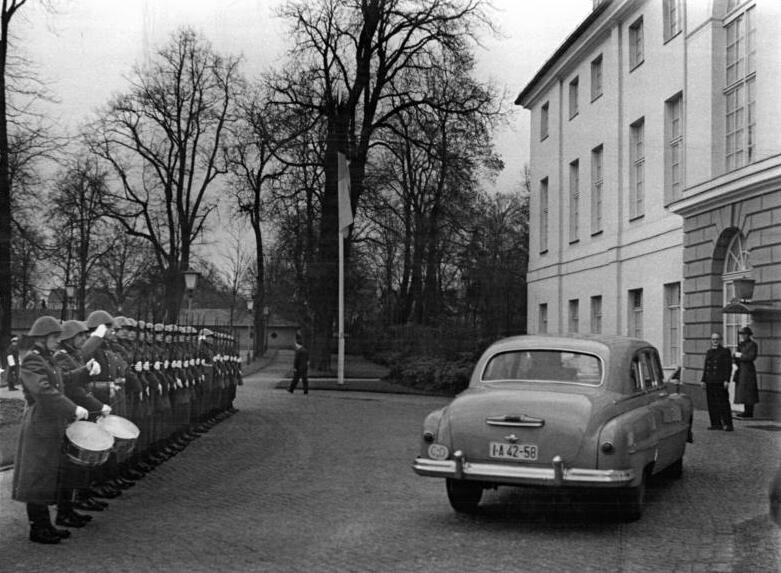
Ehrenformation der NVA vor dem Schloss, 1959

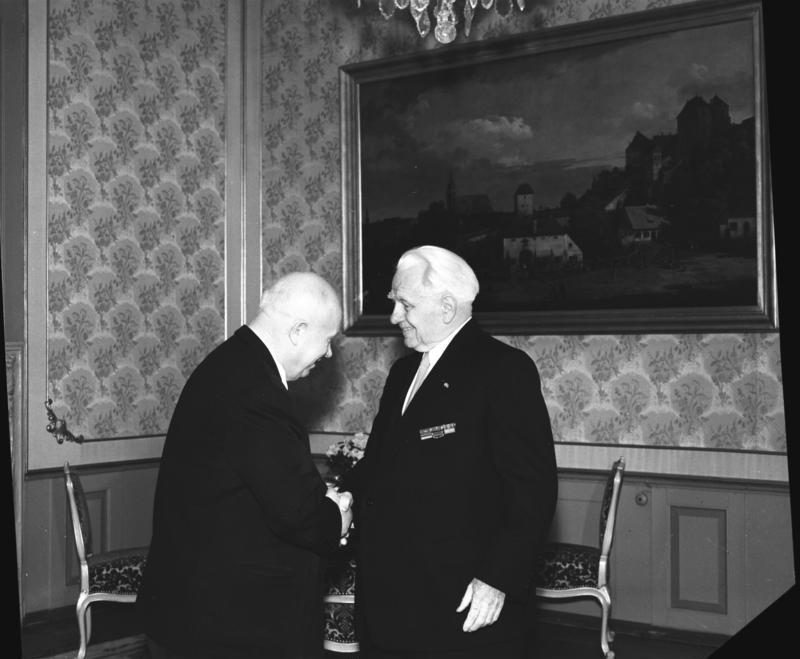
Nikita Chruschtschow besucht Wilhelm Pieck, 1959

Mit Gründung der DDR am 7. Oktober 1949 wurde Schloss Schönhausen von der Sowjetunion an die DDR übergeben und diente Wilhelm Pieck von 1949 bis 1960 als Amtssitz des Präsidenten der DDR. Zu diesem Zweck kam es wiederum zu Umbauten im Schloss und einer Erweiterung des Komplexes nach Norden durch Garagen für den Fuhrpark des Präsidenten und nach Süden für ein Casino und ein Kanzleigebäude an einem repräsentativen Vorhof mit zwei Torhäuschen. Der Schlossgarten wurde durch eine Mauer in einen inneren, nicht länger öffentlichen, und einen äußeren, öffentlichen Teil getrennt. Den inneren Teil gestaltete der Gartenarchitekt Reinhold Lingner als einen heiteren, offen wirkenden Garten im typischen Stil der 1950er Jahre.
Das Schloss wurde zur Kulisse der Selbstdarstellung der DDR, wo Staatsbesucher wie Hồ Chí Minh oder Nikita Chruschtschow empfangen wurden.
Nach dem Tod Piecks 1960 und der Abschaffung des Präsidentenamts beherbergte das Schloss den Staatsrat der DDR, der sich 1960 im Festsaal konstituiert hatte.

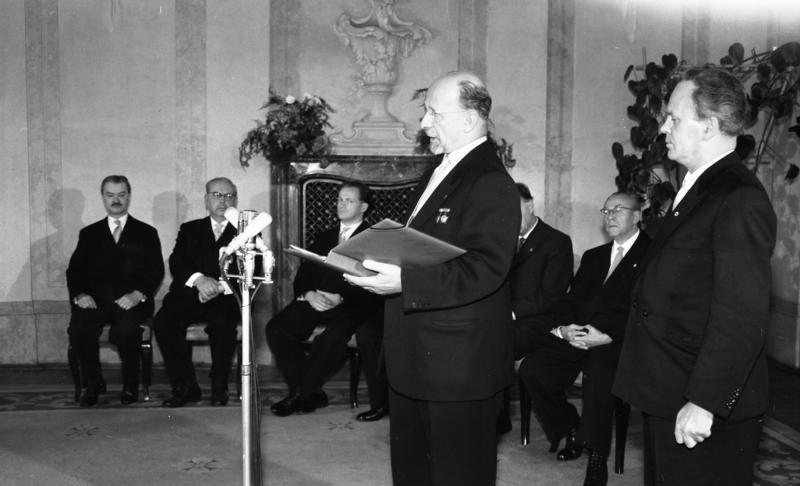
Walter Ulbricht empfängt als Vorsitzender des Staatsrates der DDR das Diplomatische Corps im Schloss, 1960

### Gästehaus der DDR-Regierung
Nach der Fertigstellung des Staatsratsgebäudes in Berlin-Mitte 1964 wurde es zum Gästehaus der DDR-Regierung, die es offiziell als Schloss Niederschönhausen bezeichnete. Zur Beherbergung der mitreisenden Minister, Mitarbeiter und Stäbe der Staatsgäste entstand 1966 bis 1968 im westlichen Teil des Schlossparks ein Appartementhaus. Wiederholte Umbauten führten bis in die 1980er Jahre zu immer neuen Verlusten an historischer Substanz. So wurde das Kastellanhaus aus dem 18. Jahrhundert um 1980 abgerissen. Zahlreiche Staatsgäste der DDR aus Ost und West wie Indira Gandhi und Fidel Castro logierten hier. Zu den letzten Gästen gehörten im Oktober 1989 der sowjetische Staatschef Michail Gorbatschow und dessen Frau Raissa.
In der Wendezeit tagte 1989/1990 im Casino-Gebäude des Schlosskomplexes der Runde Tisch. Dort fand zudem im Juni 1990 eine der vier Zwei-plus-Vier-Verhandlungsrunden statt. An diese Zeit erinnert eine Gedenktafel im Vorhof zur Ossietzkystraße.

### Nutzung im wiedervereinigten Deutschland
Nach der deutschen Wiedervereinigung war das Schloss zunächst im Besitz des Bundesvermögensamts. 1991 nutzte die Bundesrepublik das Schloss als Gästehaus während des Staatsbesuches von Königin Beatrix der Niederlande und übergab es mit dem Schlossgarten im selben Jahr an das Land Berlin. 1997 übertrug der damalige Bezirk Pankow das Schloss an den Liegenschaftsfonds des Landes Berlin mit dem Ziel des Verkaufs.
Einhundert Jahre nach Wiederbelebung der Olympischen Spiele fand 1994 im Schloss Schönhausen der Gründungskongress des Internationalen Delphischen Rates (International Delphic Council) statt.
Im Jahr 2003 war zunächst geplant, das Schloss als zeitweiligen Sitz des Bundespräsidenten für die Dauer der Sanierung von Schloss Bellevue herzurichten. Wegen der damit verbundenen Kosten für Instandsetzung und Umbau von zwölf Millionen Euro wurde dieser Plan aufgegeben. Wegen der Belastung des Dachgebälks mit giftigen Holzschutzmitteln konnten in den Folgejahren nur die unteren beiden Etagen zeitweise für Feiern und Führungen genutzt werden. Da die langfristige Nutzung unklar blieb, zögerten sich weitere Sanierungsarbeiten hinaus. Ein wichtiger Impuls zur Erhaltung des Schlosses ging schließlich von den Pankower Bürgern aus. Am 18. Januar 2004 fand eine Protestaktion mit ca. 500 Teilnehmern vor dem Schloss statt, um auf den unbefriedigenden Zustand hinzuweisen.

## Schloss Schönhausen in der Stiftung Preußische Schlösser und Gärten
Am 24. Juni 2005 übergab das Land Berlin Schloss Schönhausen an die Stiftung Preußische Schlösser und Gärten Berlin-Brandenburg. Für die Wiederherstellung des Schlosses wurden 8,6 Millionen Euro Fördermittel bereitgestellt. Den größten Einzelbetrag über 3,5 Millionen Euro stellten kulturtouristische Mittel des Landes Berlin aus dem Europäischen Fonds für regionale Entwicklung (EFRE).

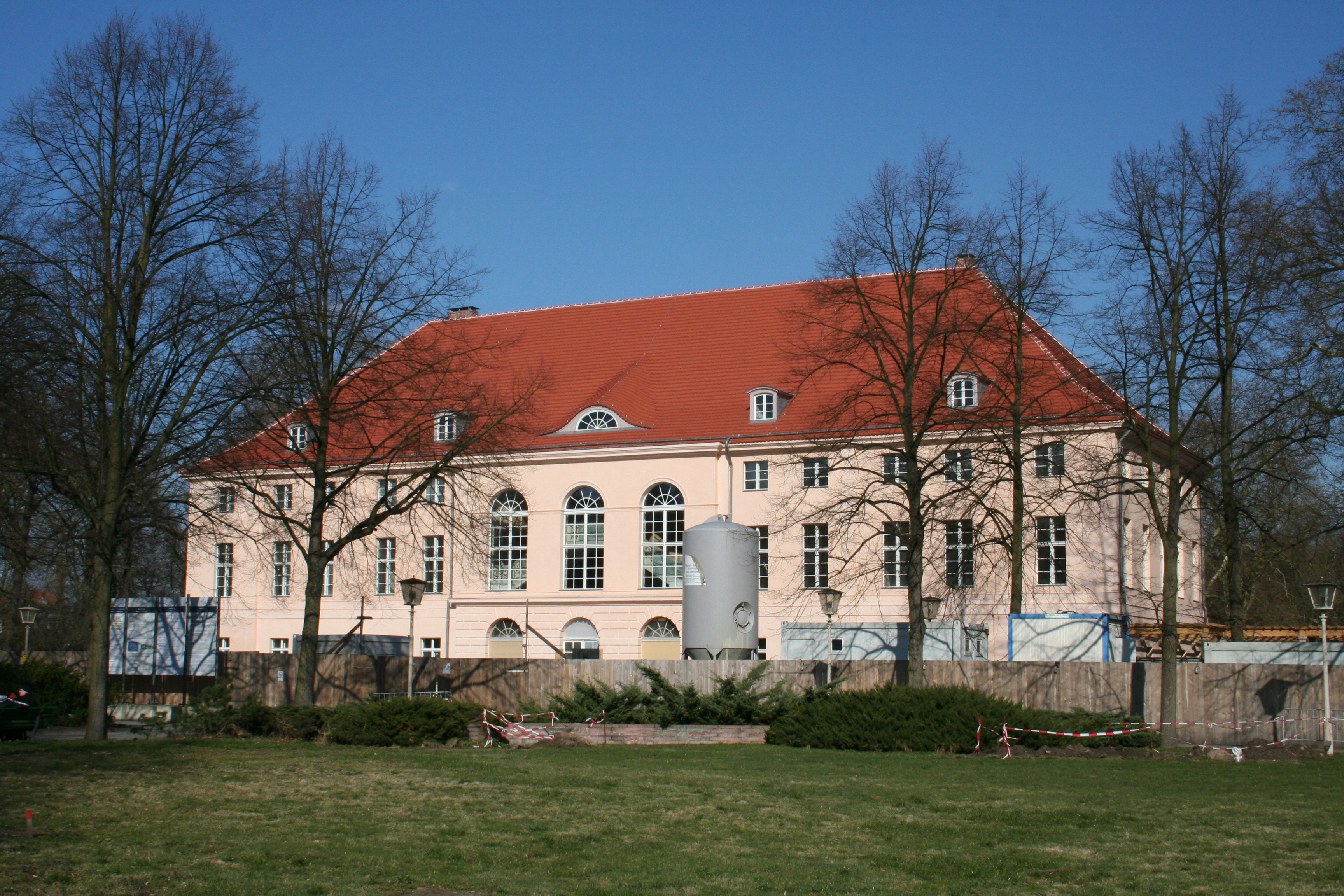
Schloss Schönhausen im März 2008 während der Renovierung
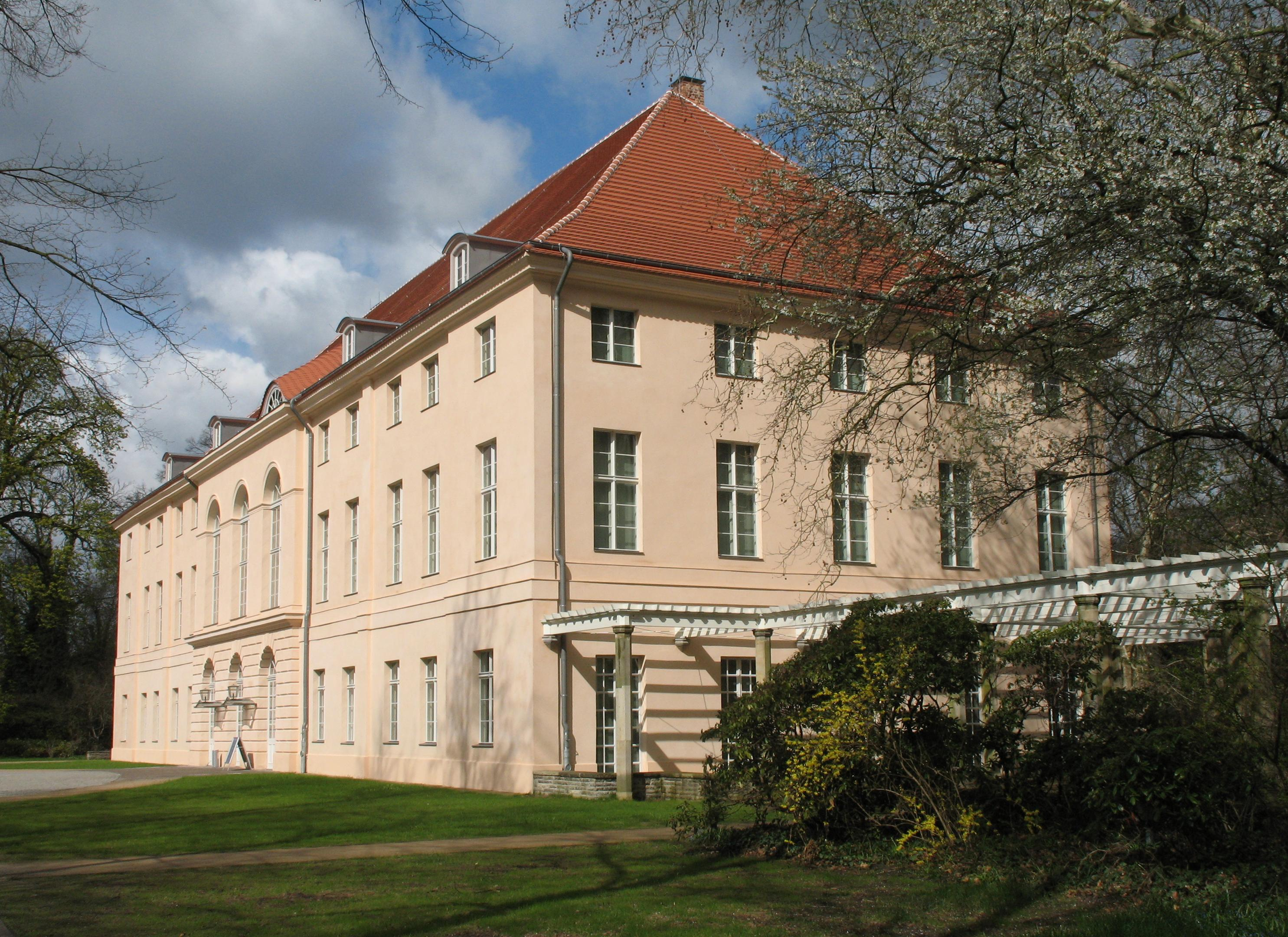
Fassade, 2010
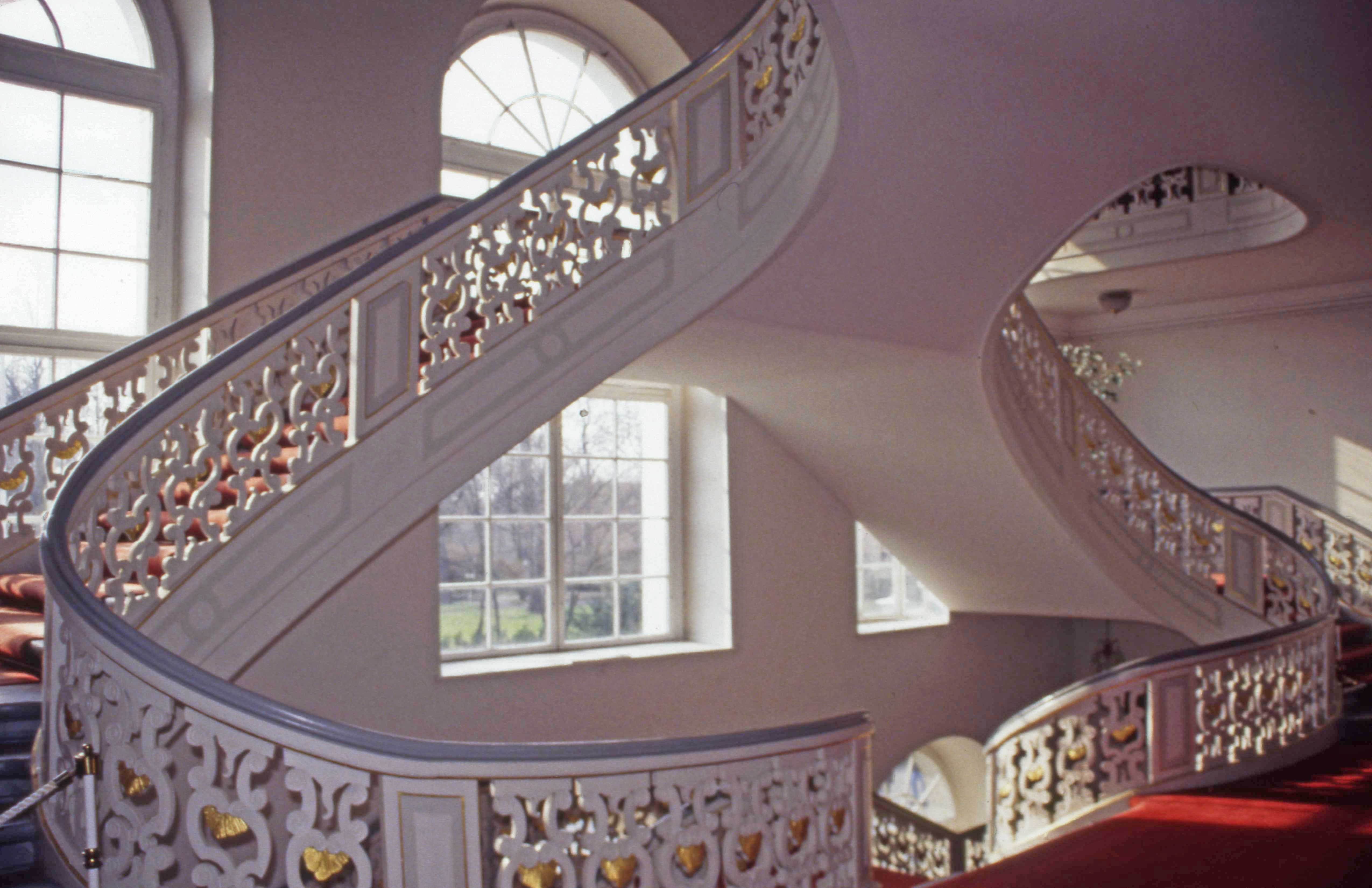
Treppenhaus, 2000
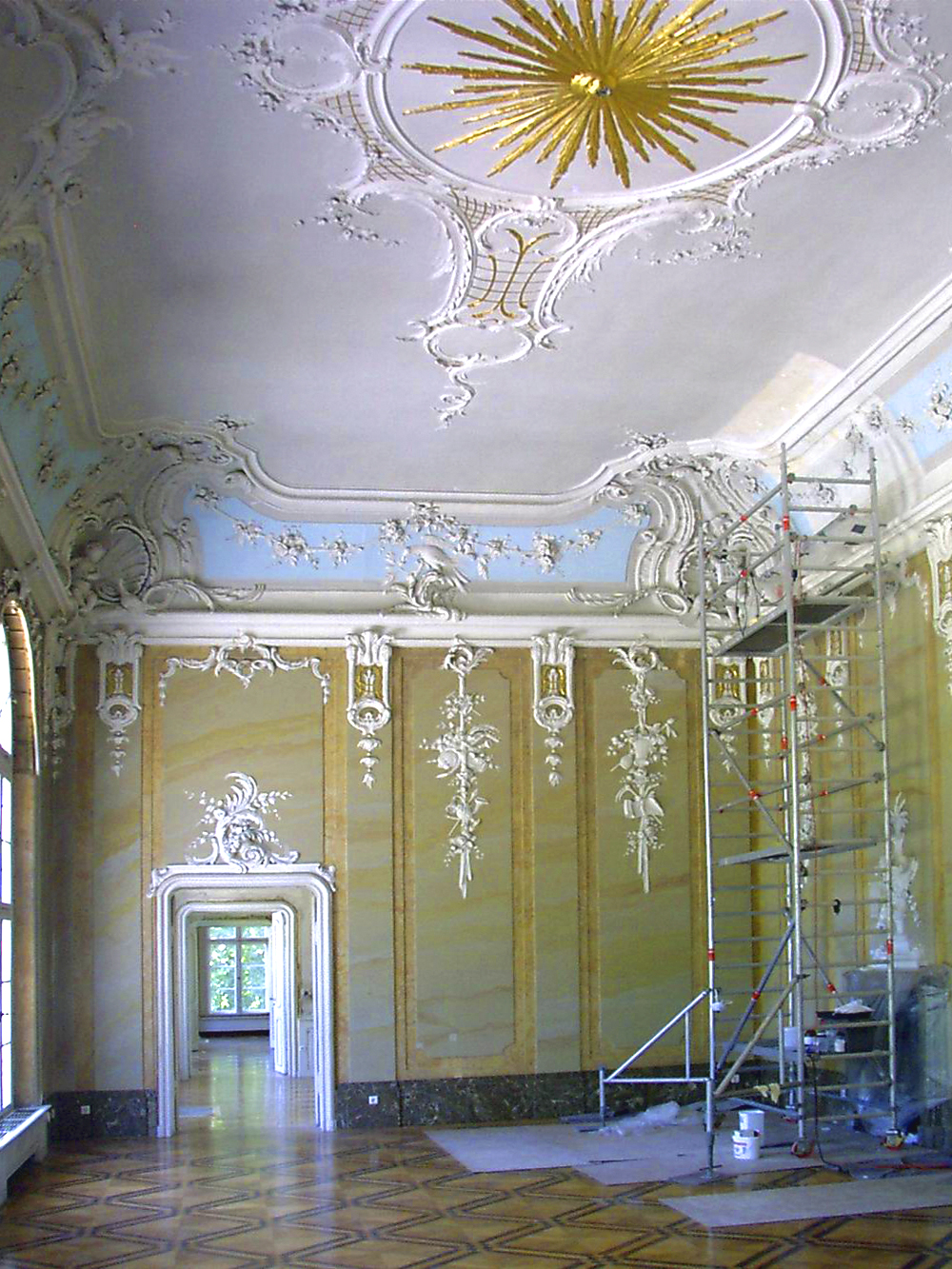
Oberer Saal während der Sanierung
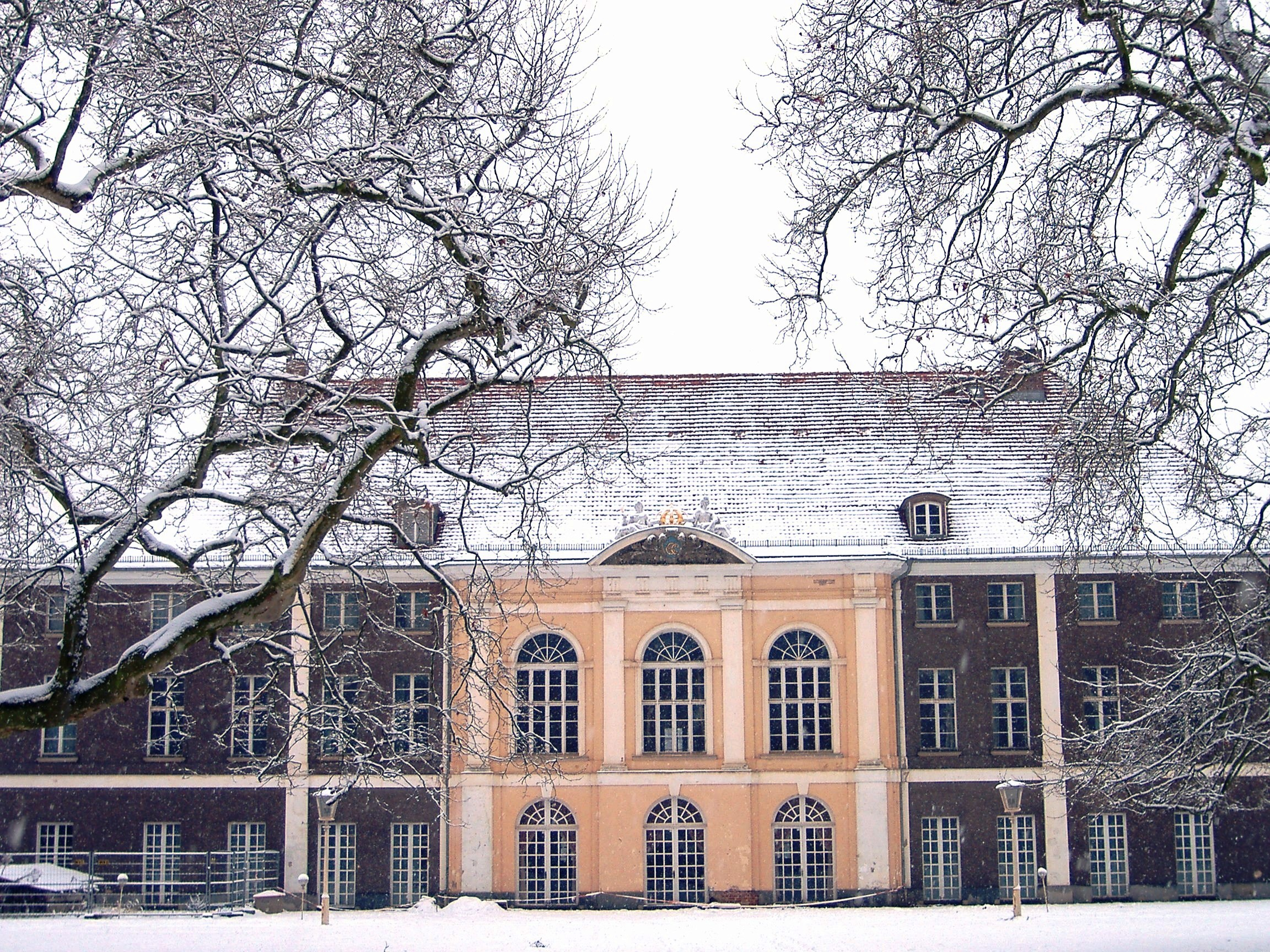
Schloss Schönhausen mit renoviertem Risalit (Parkseite), 2005

Die Eröffnung des Schlosses fand am 19. Dezember 2009 statt. Im Erdgeschoss wurde eine Reihe von Räumen aus der Zeit Elisabeth Christines mit wertvollen Ausstattungsstücken des Rokoko wiederhergestellt. Neben originalen Kaminen, Spiegelrahmen und Paneelen kehrten wieder aufgefundene Möbel und Tapeten aus der Zeit der Königin zurück. In diesem Rahmen ist eine dauerhafte Ausstellung dem Leben dieser preußischen Königin gewidmet.
Der Festsaal, als einziges komplett erhaltenes Rokoko-Interieur in Berlin, dient für verschiedene Konzerte, Lesungen und festliche Empfänge. In einem Teil des Obergeschosses sind Repräsentationsräume aus der DDR-Zeit zu sehen, wie das Staatsgästeappartement der DDR-Regierung und das erhaltene Mobiliar des Arbeitszimmers von Wilhelm Pieck.
In den übrigen Räumen des ersten und in einem Teil des zweiten Obergeschosses sind zahlreiche Kunstwerke aus dem ostpreußischen Schloss Schlobitten ausgestellt, vor allem große Teile des über Jahrhunderte von der bedeutenden preußischen Adelsfamilie Dohna angesammelten wertvollen Inventars des Schlosses. Fürst Alexander zu Dohna war es am Ende des Zweiten Weltkrieges gelungen, diese Schätze zu retten. Mit Gemälden, Möbeln und Kunsthandwerk aus drei Jahrhunderten kann hier ein Eindruck ostpreußischer Adelskultur vermittelt werden. Im zweiten Obergeschoss werden Ausstellungen zur Baugeschichte und Rekonstruktion von Schloss Schönhausen präsentiert.
Gleichfalls ist die Wiederherstellung des Schlossgartens in der Gestaltung von Reinhold Lingner aus der Zeit als Sitz des Präsidenten der DDR vorgesehen. Auch die Nebengebäude sollen nach und nach neuen Nutzungen zugeführt werden. Zurzeit wird die künftige Nutzung der unter Denkmalschutz stehenden Garagen geprüft, um dort ein Kastellanbüro, ein Café und einen Museumsshop unterzubringen.
Im Juni 2009 eröffnete in den Wachhäusern eine Ausstellung, die der Information und dem politischen Erinnern an die vergangenen zwei deutschen Diktaturen gewidmet ist. Die Rolle von Schloss Schönhausen als Ort der Herrschaft in der SED-Diktatur, aber auch als ein Ort der politischen Wende von 1989/1990 wird hier erläutert. Auch über die Wohnsiedlung der DDR-Spitzenpolitiker im nahegelegenen Majakowskiring wird informiert. Unterstützt und begleitet wird diese Aufarbeitung durch das Potsdamer Zentrum für Zeithistorische Forschung. Seit 2003 ist in der ehemaligen Präsidialkanzlei und im Casino die Bundesakademie für Sicherheitspolitik (BAKS) untergebracht (in den Häusern „Bonn“ und „Berlin“).
Von 2009 bis 2019 wurde eine ostpreußische Kunstsammlung gezeigt: Die Sammlung Dohna-Schlobitten präsentiert bedeutende Zeugnisse europäischer Adelskultur. Die Sammlung soll danach im Schloss Doberlug gezeigt werden.
Seit 2011 finden die von Robert Rauh moderierten Schönhausener Schlossgespräche in den Räumlichkeiten statt. Zu Gast sind dabei bekannte Persönlichkeiten aus Politik und Öffentlichkeit.
Laut dem im Januar 2024 veröffentlichten Parkschadensbericht der TU Berlin ist der Baumbestand im Schlosspark Schönhausen infolge der Extremwetterereignisse der Vorjahre, insbesondere der Dürre- und Hitzeperioden der Jahre 2018–2020 (siehe: Dürre und Hitze in Europa 2018), stark geschädigt. Es gäbe im Park keinen unbeschädigten Baum mehr. Erhaltungsmaßnahmen sind noch nicht bekannt geworden.

## Radweg
Durch den Schlosspark führt der Radfernweg Berlin–Usedom, der in Berlin-Mitte am Schloßplatz beginnt und nach Usedom führt. Er ist im Schlosspark Schönhausen mit dem Panke-Radweg entlang der Panke identisch.

## In den Medien
Im Schloss wurden 1998 Szenen für das Video zur Single Du riechst so gut der Gruppe Rammstein gedreht.